# شون موراي (سياسي)
شون موراي (بالإنجليزية: Sean Murray)‏ هو سياسي أيرلندي، ولد في 15 يونيو 1898 في المملكة المتحدة، وتوفي في 26 مايو 1961 في نفس البلد. حزبياً، نشط في Communist Party of Ireland ‏ وCommunist Party of Northern Ireland ‏.